# NGC 7702
NGC 7702 (również PGC 71829) – galaktyka soczewkowata (S0), znajdująca się w gwiazdozbiorze Feniksa. Odkrył ją John Herschel 28 października 1834 roku.
Galaktykę można dostrzec za pomocą 20-centymetrowego teleskopu, w postaci małej mgiełki, natomiast zdjęcia pokazują, że jest ona bardzo podobna do nieudolnego obrazu Saturna.